# Macrocera fisherae
Macrocera fisherae är en tvåvingeart som beskrevs av Shaw 1935. Macrocera fisherae ingår i släktet Macrocera och familjen platthornsmyggor.
Artens utbredningsområde är South Carolina. Inga underarter finns listade i Catalogue of Life.